# Conquista de Navarra

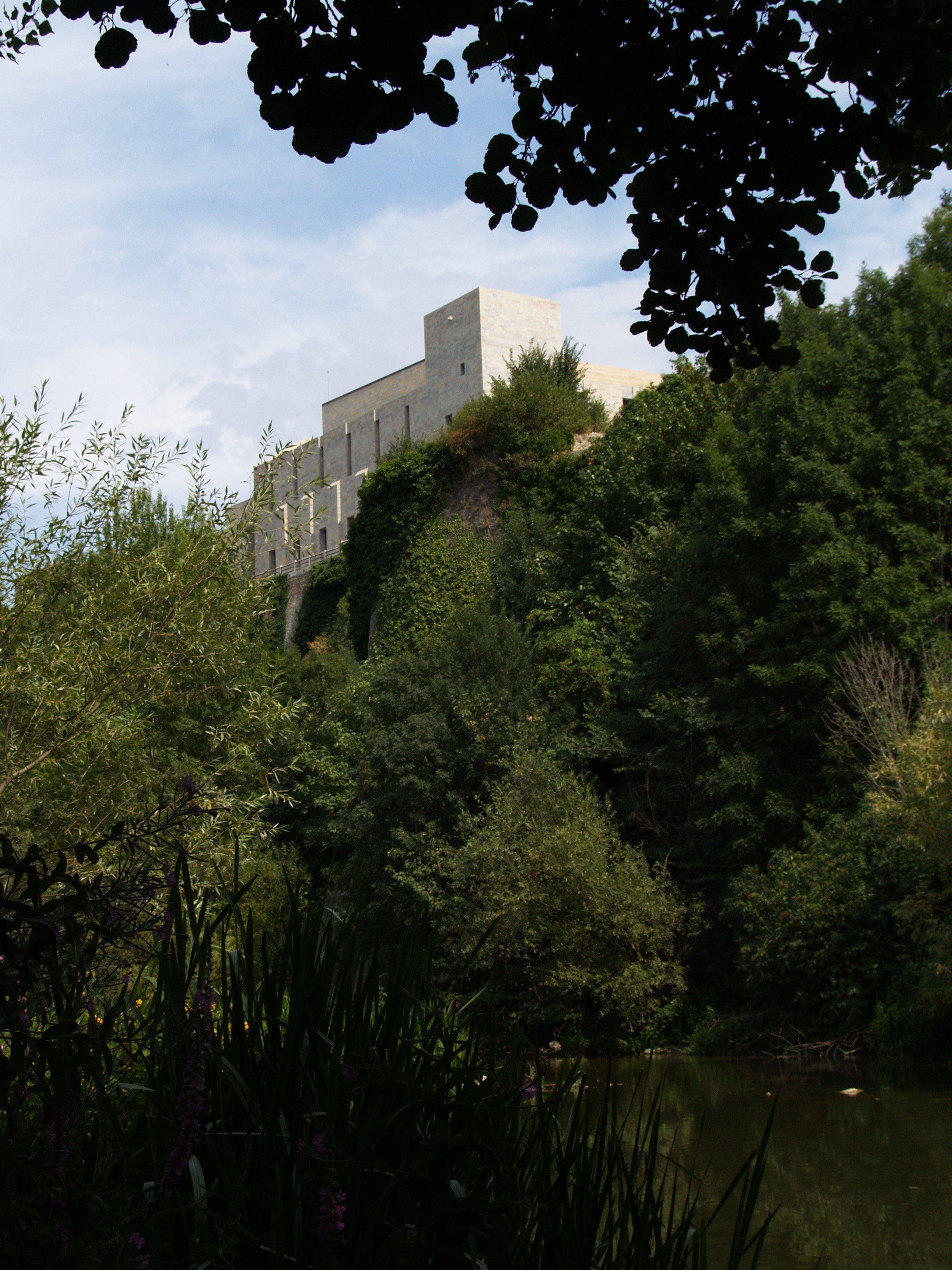
Palácio dos Reis de Navarra

A Conquista de Navarra foi iniciada por Fernando II de Aragão e concluída por seu neto e sucessor Carlos V em uma série de campanhas militares que duraram de 1512 a 1524. Fernando foi Reino de Aragão e regente de Castela em 1512. Quando o Papa Júlio II declarou uma Santa Liga contra a França no final de 1511, Navarra tentou permanecer neutra. Fernando usou isso como desculpa para atacar Navarra, conquistando-a enquanto seu protetor em potencial, a França, era cercado pela Inglaterra, Veneza e pelos próprios exércitos italianos de Fernando.
Várias tentativas foram feitas para reconquistar a Navarra Ibérica imediatamente após a invasão castelhana. Houve uma tentativa tímida em 1516 e uma campanha franco-navarra de pleno direito em 1521. Todas as tentativas foram derrotadas pelos espanhóis e os confrontos foram interrompidos em 1528, quando as tropas espanholas retiraram-se da Baixa Navarra ao norte dos Pirenéus. O Tratado de Cambrai entre a Espanha e a França em 1529 selou a divisão de Navarra ao longo dos Pirenéus.
A porção anexada por Castela também passou a ser conhecida como Alta Navarra, enquanto a porção ao norte dos Pirenéus, também chamada de Baixa Navarra, permaneceu um reino independente, governado pela Casa de Albret, e manteve estreitos vínculos com a França. O reino estava em união pessoal com a França após 1589 e absorvido pela França em 1620. Deixou de existir como divisão administrativa em 1790.